# Drinske mučenke
Drinske mučenke je naziv za pet redovnic Hčera Božje ljubezni, ki so umrle mučeniške smrti med drugo svetovno vojno. Štiri so umrle ob reki Drini pri Goraždu 15. december 1941, ena pa 23. december 1941 pri Sjetlini.

## Življenjepis
Hčere Božje ljubezni so prišle v Sarajevo na poziv nadškofa Josipa Stadlerja leta 1882. Poslala jih je ustanoviteljica Franziska Lechner. Leta 1911 so na Palah blizu Sarajeva odprle samostan "Marijin dom". Dom je bil najprej namenjen za zdravljenje bolnih sester. Sestre so se ukvarjale z osnovnošolskim poučevanjem, negovale so bolnike, pekle kruh za otroke državnega Otroškega doma ter pomagale siromakom in beračem iz pogorja Romanije. V obdobju vojne so leta 1941 v Palah bile:
- Jula Ivanišević, predstojnica, Hrvatica, rojena 25. november 1893, Godinjak
- Berchmana Leidenix, Avstrijka, rojena 28. november 1865, Enzendorf
- Krizina Bojanc, Slovenka, rojena 14. maj 1885, Zbure
- Antonija Fabjan, Slovenka, rojena 23. januar 1907, Malo Lipje
- Bernadeta Banja, Madžarka, rojena 17. junij 1912, Veliki Grđevac pri Bjelovarju

## Zločin
11. decembra 1941 so četniki obkolili Marijin dom, ga oplenili in zažgali ter odvedli v ujetništvo vse redovnice, njihovega duhovnika slovenskega pisatelja Franca Ksaverja Meška ter še nekaj drugih ujetnikov. Vodili so jih po snegu do Carevih vod in Sjetline ter jih zasliševali. Sestra Berchmana je tam zaradi izčrpanosti ostala in so jo 23. decembra ubili. Ostale štiri sestre so odpeljali naprej do Goražda, kamor so prispele 15. decembra. Nastanili so jih v vojašnici v drugem nadstropju. Vojakom je poveljeval major Jezdimir Dangić. Četniki so ponoči pijani vdrli v sobe, sestre pa so skozi okno poskakale ven, da bi ohranile nedolžnost. Čeprav so bile že hudo poškodovane, so jih četniki ubili in vrgli njihova trupla v Drino. Tiste dni je bilo v reko vrženih okoli 8.000 ljudi. 
Prvi, ki je zločine opisal, je bil slovenski duhovnik in pisatelj Franc Ksaver Meško. Napisal je več knjig in člankov o dogodku. Njega je prepoznal na tem „križevem potu” neki četnik Slovenec Milko, ki je zanj posredoval in mu rešil življenje.
Priča teh dogodkov je bil pa tudi 2017 umrli hrvaški duhovnik, kulturni delavec in raziskovalec medvojnih zločinov Anto Baković, ki je napisal več knjig tudi o Drinskih mučenkah. 
O četniškem pokolu obstajajo različice; vsi viri pa se strinjajo v tem, da so to storili četniki in da je bilo pobitih veliko, do 8000 ljudi: od teh je bila večina muslimanov, do tisoč katoličanov in tistih pravoslavcev, ki so obsojali pobijanje nedolžnih. Tito je nastale razmere izrabil za prevrat in širjenje marksistične propagande med ljudstvom, ki sicer ni maralo komunizma.  . .  . .  . 

### Reka Drina – ena izmed največjih grobnic
Dosedanje preiskave so pokazale, da je Drina ena izmed največjih grobnic civilnih žrtev zadnje vojne, tako kot je bila množična grobnica tudi med drugo svetovno vojno. Tako je bilo že v začetku Druge svetovne vojne, ko so na tem območju gospodarili četniki. Slovenski pisatelj in duhovnik Franc Ksaver Meško, ki je bil v tistem času izgnanec in hišni duhovnik pri sestrah Božje ljubezni na Palah, je skupaj z njimi hodil po snegu do Sjetline. Tam je bil osvobojen, sestre pa ne. O tem piše takole v črtici V četniškem ujetništvu:
Tu  smo se od sester poslovili. Peljali so jih v Goražde, kjer so imeli četniki bolnišnico; tam bi naj bolnikom in ranjenim stregle. Izučene za to seveda niso bile, niso bile usmiljenke, na Palah so delale le na polju in od tega živele. Zlasti obe Slovenki sta bili kakor mravlji marljivi, od jutra do večera, tudi ob najslabšem vremenu, vsi premočeni sta bili večkrat v jesenskem dežju. Zdaj so vse izgubile. Kmalu potem menda tudi življenje. Njih trupla so, kakor pravijo sporočila, odplavala po Drini, po tisti čudovito lepi Drini, po kateri je plavalo, kakor so nam pravili, veliko srbskih trupel, moških in žensk, starih, mladih in otrok . . . Kako morajo v življenju tolikokrat nedolžni trpeti za grehe drugih . . . 
Njemu oporeka drugi katoliški duhovnik in pisatelj, Ante Baković,ki je sicer tudi sam rojen in živel v tistih nesrečnih časih v Goraždu in ob reki Drini:
Meško, ki ni iz Pal mogel videti Drine, niti je kdaj bival na Drini, on v svojih spominih navaja, da so  „tudi srbska trupla plavala po Drini navzdol”. Mi, ki smo živeli na Drini, mi tega nismo videli. Nihče od goraždinskih ali fočanskih krajanov ni videl srbskih trupel, ki plavajo po Drini navzdol! To je videl samo Meško, in sicer iz 65 kilometrov oddaljenih Pal ali 30 kilometrov oddaljene Prače in Sjetline. (Meško torej) je napisal stvari, ki ne ustrezajo zgodovinskim dejstvom.

Glede trupel, ki so plavala po Drini, piše avtor knjige Drinske mučenke dobesedno: 
Tako so vse štiri častite sestre našle svoj grob v krvavi Drini, ki je ta dva zadnja meseca leta 1941 bila grobnica za 8000 nedolžnih življenj, muslimanskih in katoliških.

Ne le pisatelj Meško: tudi večina drugih je bila poučena drugače, o čemer se je prepričal večkrat tudi sam avtor: 
Po kosilu (v lepi restavraciji pri prijateljih v Beogradu leta 1971) smo se sprehodili po Kalemegdanu in prišli do tistega mesta, od koder se vidi, kako se Sava vliva v Donavo in kako reka buta v Kalemegdan. Tedaj mi je direktor, Srb, pripovedoval: „Oče Ante, jaz sem kot otrok, tukaj, v zimi 1941, gledal na tisoče srbskih trupel, kako so butala v Kalemegdan.” Pojasnjeval mi je, da jih je reka Drina prinesla v Savo, a Sava v Donavo, pa so butala ob Kalemegdan. Ko mi je on govoril o tisočih srbskih trupel konec decembra 1941, sem se zdrznil. Spomnil sem se decembra leta 1941 v Goraždu in Foči, spomnil sem se tisočerih trupel, ki sem jih tamkaj kot deček gledal, spomnil sem se tudi tistih štirih trupel nedolžnih redovnic. Srbi v Beogradu niso mogli vedeti, čigava so ta trupla, vendar so, pod vplivom proti-hrvaške, proti-muslimanske in proti-katoliške propagande, bili globoko prepričani, da so to bila srbska trupla. Tedaj sem direktorju rekel: „Tovariš direktor, odštejte vendar najprej 8000 muslimanov in katoličanov, ki so bili poklani v vzhodni Bosni. Poklali so jih srbski četniki. Drina jih je nosila do ustja v Savo, Sava v Donavo, pa so butali ob Kalemegdan. Srbi v Beogradu so se zgražali, jih slikali ter tiste fotografije pošiljali v London in po svetu, govoreč o strašnem pokolu Srbov v Bosni. Nedvomno so tudi štiri častite sestre, ki so jih srbski četniki zaklali v Goraždu, prispele do Kalemegdana, ker je voda bila hladna kot led, trupla so kratko malo  zamrznila in zmrznjena plula po vodi navzdol. Tudi one so razglašene za ’nedolžne Srbkinje, ki so jih ubili Hrvatje’.”

## Beatifikacija
Dekret o začetku postopka je bil napisan 4. decembra 1999, prva seja pa je bila 2 dni kasneje. Zaključna seja preiskovalnega postopka je bila 14. decembra 2002 v postopkih Vrhbosanskega nadškofijskega ordinariata v Sarajevu. Tekom te seje so pričevale tudi številne sestra iz reda, na čelu z vrhovno predstojnico Lucyno Mroczek. Kardinal Vinko Puljić, postulator Marko Josipović, pospeševalec postopka pater Velimir Valjan, sodnik delegat Mato Zovkić in tajnica postopka sestra Snježana Stjepandić so podpisali potrebno dokumentacijo, ki je bila zapečatena. En izvod je bil shranjen v arhivu Vrhbosanske nadškofije.
Papež Benedikt XVI. je v letu 2011 sprožil postopek za beatifikacijo. 14. januarja je podpisal dekret o mučeništvu drinskih mučenk, sočasno z dekretom o beatifikaciji svojega predhodnika papeža Janeza Pavla II. Beatifikacija slednjega je bila v Vatikanu 1. maja 2011. 
24. septembra 2011 so bile v Sarajevu razglašene za blažene drinske mučenke.
Razglasitev je bila med mašo ob 11h v olimpijski dvorani Zetra. Evharistično slovesnost je vodil papežev legat, kardinal salezijanec Angelo Amato, prefekt kongregacije za zadeve svetnikov v Rimu.
Navzočih je bilo čez trideset škofov, med njimi sarajevski kardinal Vinko Puljić, zagrebaški nadškof kardinal Josip Bozanić, apostolski nuncij u Bosni i Hercegovini nadškof Alessandro D'Errico, okrog tristo duhovnikov ter dvajset tisoč vernikov iz raznih držav Evrope – med njimi tudi iz Slovenije – kakor tudi iz daljne Brazilije.